# L'Héritage et autres nouvelles
L'Héritage et autres nouvelles (titre original : The Inheritance) est un recueil de nouvelles de fantasy écrit par Robin Hobb mais signé Robin Hobb et Megan Lindholm, les deux noms de plume de l'auteur. Il a été publié aux États-Unis le 31 mars 2011 puis en France le 25 janvier 2012 aux éditions Pygmalion.
La nouvelle Retour au pays (titre original : Homecoming), présente dans le recueil original mais déjà publiée en français dans l'anthologie Légendes de la fantasy puis en volume unique, n'est pas reprise ici.

## Contenu
- Une note de Lavande[N 1], 1992 ((en) A Touch of Lavender, 1989)Signée Megan Lindholm - Précédemment publiée dans l'anthologie Futurs tous azimuts par les éditions Pocket sous le titre Un peu de Lavande
- La Dame d’Argent et le Quadragénaire[N 2], 2008 ((en) Silver Lady and the Fortyish Man, 1989)Signée Megan Lindholm - Précédemment publiée dans l'anthologie De Brocéliande en Avalon par les éditions Terre de brume sous le titre Le Quadragénaire et la Dame d'Argent
- Coupure, 2007 ((en) Cut, 2001)Signée Megan Lindholm - Précédemment publiée dans la revue Galaxies no 42 sous le titre Coupée
- Le Cinquième Chat écrasé, 2012 ((en) The Fifth Squashed Cat, 1994)Signée Megan Lindholm
- Chats errants, 2003 ((en) Strays, 1998)Signée Megan Lindholm - Précédemment publiée dans la revue Faeries no 12 par les éditions Nestiveqnen
- Finis, 2012 ((en) Finis, 2011)Signée Megan Lindholm
- Boîte à rythme, 2012 ((en) Drum Machine, 2011)Signée Megan Lindholm
- L’Héritage, 2002 ((en) The Inheritance, 2000)Signée Robin Hobb - Précédemment publiée sous le titre En héritage dans la revue Asphodale no 1 par les éditions Imaginaires sans frontières
- Viande pour chat, 2012 ((en) Cat's Meat, 2011)Signée Robin Hobb

## Éditions
- The Inheritance, Voyager Books, 31 mars 2011, 400 p.  (ISBN 978-0007273775)
- L’Héritage et autres nouvelles, Pygmalion, coll. « Grands romans », 25 janvier 2012, trad. Arnaud Mousnier-Lompré, 336 p.  (ISBN 978-2756405605)
- L’Héritage et autres nouvelles, J'ai lu, coll. « Science-fiction » no 10365, 2 mai 2013, trad. Arnaud Mousnier-Lompré, 346 p.  (ISBN 978-2290071014)